# NSWRL 1951
Die NSWRL 1951 war die 44. Saison der New South Wales Rugby League Premiership, der ersten australischen Rugby-League-Meisterschaft. Den ersten Tabellenplatz nach Ende der regulären Saison belegten die South Sydney Rabbitohs. Diese gewannen im Finale 42:14 gegen die Manly-Warringah Sea Eagles und gewannen damit die NSWRL zum 13. Mal.

## Tabelle
|      | Team                          | Spiele | Siege | Unent. | Ndlg. | Spiel- punkte | Diff. | Tabellen- punkte |
| ---- | ----------------------------- | ------ | ----- | ------ | ----- | ------------- | ----- | ---------------- |
| 01.  | South Sydney Rabbitohs        | 18     | 16    | 1      | 1     | 428:237       | + 191 | 33               |
| 02.  | Manly-Warringah Sea Eagles    | 18     | 11    | 0      | 7     | 424:262       | + 162 | 22               |
| 03.  | St. George Dragons            | 18     | 10    | 1      | 7     | 374:251       | + 123 | 21               |
| 04.  | Western Suburbs Magpies       | 18     | 10    | 0      | 8     | 360:333       | + 27  | 20               |
| 05.  | Eastern Suburbs               | 18     | 9     | 0      | 9     | 304:340       | - 36  | 18               |
| 06.  | Parramatta Eels               | 18     | 9     | 0      | 9     | 309:410       | - 101 | 18               |
| 07.  | Canterbury-Bankstown Bulldogs | 18     | 7     | 0      | 11    | 266:362       | - 96  | 14               |
| 08.  | Newtown Jets                  | 18     | 6     | 0      | 12    | 261:341       | - 80  | 12               |
| 09.  | Balmain Tigers                | 18     | 6     | 0      | 12    | 283:365       | - 82  | 12               |
| 010. | North Sydney Bears            | 18     | 5     | 0      | 13    | 220:328       | - 108 | 10               |

## Playoffs
Eigentlich hätte Manly-Warringah nach dem Sieg gegen St. George die NSWRL gewonnen. Da South Sydney aber als Gewinner der Minor Premiership das sogenannte „Right of Challenge“ besaß, fand eine Woche später das Grand Final zwischen Manly-Warringah und South Sydney statt.

### Ausscheidungs/Qualifikationsplayoffs
| 1. September | St. George Dragons | 35 : 8 | South Sydney Rabbitohs | Sydney Cricket Ground, Sydney Zuschauer: 39.735 Schiedsrichter: Arthur Oxford |
| 1. September | Bericht            |        |                        | Sydney Cricket Ground, Sydney Zuschauer: 39.735 Schiedsrichter: Arthur Oxford |

| 8. September | Manly-Warringah Sea Eagles | 37 : 9 | Western Suburbs Magpies | Sydney Cricket Ground, Sydney Zuschauer: 29.444 Schiedsrichter: George Bishop |
| 8. September | Bericht                    |        |                         | Sydney Cricket Ground, Sydney Zuschauer: 29.444 Schiedsrichter: George Bishop |

### Halbfinale
| 15. September | Manly-Warringah Sea Eagles | 18 : 8 | St. George Dragons | Sydney Cricket Ground, Sydney Zuschauer: 41.845 Schiedsrichter: George Bishop |
| 15. September | (13:6) Bericht             |        |                    | Sydney Cricket Ground, Sydney Zuschauer: 41.845 Schiedsrichter: George Bishop |

### Grand Final
| 23. September | South Sydney Rabbitohs                                                                                                   | 42 : 14        | Manly-Warringah Sea Eagles                                             | Sydney Sports Ground, Sydney Zuschauer: 28.505 Schiedsrichter: Jack O’Brien |
| 23. September | Versuche: Graves (4), Churchill, Cowie, Mason, Rayner Erhöhungen: Purcell (7/8) Straftritte: Donoghue (1), Hammerton (1) | (15:4) Bericht | Versuche: Lumsden (2) Erhöhungen: Rowles (2/2) Straftritte: Rowles (2) | Sydney Sports Ground, Sydney Zuschauer: 28.505 Schiedsrichter: Jack O’Brien |

| 1  | Clive Churchill  |
| 2  | Johnny Graves    |
| 3  | Kevin Woolfe     |
| 4  | Milton Atkinson  |
| 5  | Harry Wells      |
| 6  | Norm Spillane    |
| 7  | Ray Mason        |
| 8  | Les Cowie        |
| 9  | Jack Rayner      |
| 10 | Bernie Purcell   |
| 11 | Denis Donoghue   |
| 12 | Ernest Hammerton |
| 13 | Bryan Orrock     |

| 1  | Ron Beaumont      |
| 2  | Jack Lumsden      |
| 3  | Warren Simmons    |
| 4  | Gordon Willoughby |
| 5  | Ron Rowles        |
| 6  | Jim Sullivan      |
| 7  | Kenneth Arthurson |
| 8  | George Hunter     |
| 9  | Jack Herbert      |
| 10 | Jack Hubbard      |
| 11 | Fred Brown        |
| 12 | Kevin Schubert    |
| 13 | Roy Bull          |